# Elgoibar
Elgoibar település Spanyolországban, Gipuzkoa tartományban. Elgoibar Etxebarria, Markina-Xemein, Eibar, Soraluze-Placencia de las Armas, Bergara, Azkoitia és Mendaro községekkel határos. Lakosainak száma 11 585 fő (2024).

## Népesség
A település népessége az utóbbi években az alábbiak szerint változott:
| Lakosok száma | 10 667 | 10 524 | 10 690 | 11 220 | 11 360 | 11 488 | 11 594 | 11 613 | 11 464 | 11 585 |
|               | 2001   | 2004   | 2006   | 2009   | 2011   | 2014   | 2016   | 2019   | 2021   | 2024   |